# Dwór (Chmielewo)
Chmielewo – część wsi Chmielewo w Polsce położona w województwie podlaskim, w powiecie łomżyńskim, w gminie Nowogród.

## Historia
W latach 1921–1939 kolonia leżała w województwie białostockim, w powiecie łomżyńskim, w gminie Miastkowo.
Według Powszechnego Spisu Ludności z 1921 roku wieś zamieszkiwały 44 osoby w 6 budynkach mieszkalnych. Miejscowość należała do parafii rzymskokatolickiej w m. Nowogród. Podlegała pod Sąd Grodzki i Okręgowy w Łomży; właściwy urząd pocztowy mieścił się w m. Miastkowo.
W wyniku napaści ZSRR na Polskę we wrześniu 1939 miejscowość znalazła się pod okupacją sowiecką. Od czerwca 1941 roku pod okupacją niemiecką. Od 22 lipca 1941 do 1945 włączona w skład Landkreis Lomscha, Bezirk Bialystok III Rzeszy.
W latach 1975–1998 miejscowość administracyjnie należała do województwa łomżyńskiego.